# 幕府
幕府是東亞古代的军政機構，原意指军队的总部住所，后来主要指由军人阶级或军阀参政领导的军政府。隨著時代、地域不同，幕府的職能有很大變化。

## 歷史沿革
根據張文才對《百戰奇略》的譯註，幕府最早是古代將、帥出征所設的最高指揮機關，因以帳幕搭設而成，故被稱為「幕府」，也稱「轅門」或「行轅」。古時規模較大的幕府中，可能還有“丞”、“中尉”、“長史”、“参軍”、“司馬”、“主簿”、“判官”等官职。

## 中國的幕府
中國歷史古代的將軍、貴族、官吏，所開設的軍事指揮機構、參謀機構、或政治機構等，如秦王李世民開設的天策幕府，行轅設在長安。周天游認為，幕府一詞最早見于《史記》李牧傳。

## 日本的幕府
大致上是以征夷大將軍為領袖，架空日本天皇與朝廷實權，實質掌握國家政權，支配全國各藩封土，展開世襲軍政統治的一種政治形式。